# Sir2
Sir2 — перший відкритий білок сімейства близько пов'язаних ферментів, сіртуїнів (англ. sirtuins). Члени цього сімейства були знайдені маже у всіх досліджених еукаріотах. Вважається, що сіртуїни грають важливу роль у відповідь організмів на стрес (наприклад, тепловий шок або голод) і відповідають за продовження життя деяких тварин, викликане обмеженням калорій в дієті.
Назва Sir2 є абревіатурою від (англ. Silent mating type Information Regulation-2) та застосовується у дріжджах Saccharomyces cerevisiae (де він був відкритий), плодових мухах Drosophila melanogaster та круглих червях Caenorhabditis elegans. Гомологічні білки ссавців мають назву SIRT1 (інші сіртуїни мають назви SIRT2, SIRT3 і так далі в ссавцях та Hst1, Hst2 і так далі в дріжджах).